# Hugues Ier du Puiset
Pour les articles homonymes, voir Hugues Ier.
Hugues Ier Blavons, mort un 23 décembre, vraisemblablement en 1096, mais pas avant, fut le premier seigneur du Puiset. Il était fils d'Everard Ier de Breteuil, vicomte de Chartres et comte de Breteuil, et d'Humberge de Sours.

## Biographie
En 1067, profitant de la minorité du roi Philippe Ier de France et la faiblesse de son autorité, il s'empara du château royal du Puiset et s'y installa. En 1073, le comte de Blois Thibaud III, également comte de Chartres le fit vicomte de Chartres[réf. nécessaire].
Il se révéla un vassal indocile, qui n'hésita pas à défier l'autorité royale, allant même jusqu'à lui livrer bataille en 1079 devant Le Puiset, où l'armée royale fut mise en déroute.
Il ne fut pas plus respectueux des autorités religieuses, car il fit prisonnier Yves, évêque de Chartres et le tint emprisonné pendant deux ans. 
Il épousa Alix de Montlhéry, fille de Gui Ier, seigneur de Montlhéry, et d'Hodierne de Gometz. La famille de Montlhéry faisait également partie de la noblesse turbulente d'Île-de-France que le roi Louis VI le Gros devra mater une génération plus tard. Les alliances des Montlhéry constituèrent un large réseau de nobles qui s'engagèrent massivement dans les croisades. 
Hugues et Alix eurent pour enfants : 
- Guillaume ;
- Érard III, mort en 1099, seigneur du Puiset, vicomte de Chartres[réf. nécessaire] ;
- Hugues Ier du Puiset-Jaffa, seigneur du Puiset, puis comte de Jaffa ;
- Gui Ier, seigneur de Méréville, vicomte d’Étampes, mort vers 1127 ;
- Gilduin, mort vers 1130-1135, croisé, religieux au prieuré Saint-Martin-des-Champs, prieur de Lurcy-le-Bourg, abbé de Sainte-Marie de la vallée de Josaphat (à Jérusalem) en 1120[5] ;
- Galéran, seigneur de Bira dans le comté d'Édesse, mort en Palestine vers 1123-1126 ;
- Raoul ;
- Humberge, mariée à Galon II de Beaumont-sur-Oise, vicomte de Chaumont-en-Vexin ;
- Eustachie.